# 오형근 (1972년)

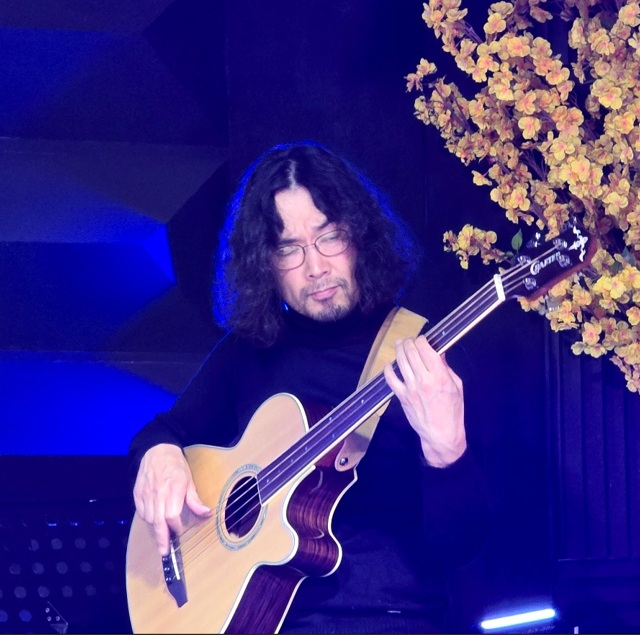

오형근(吳亨根, 1972년 5월 14일 ~ , 충북 청주)는 대한민국의 작곡가이자 편곡자 그리고 베이스 연주자이다.

## 생애
오형근은 대한민국의 베이스 연주자이다. 1972년 태어난 그는 10대 초중반 이미 마빈 게이, 스티비 원더 등 모타운 소울과 왬!과 같은 팝뮤직에 심취하여 뮤지션으로의 진로를 결심하게 됐다. 김범룡이 몸 담은 바 있는 충북대학교의 밴드인 소용돌이에서 베이스를 담당하게 되었고, 1991년 학교를 휴학하고 서울 마천동에 위치한 송스튜디오에서 송홍섭으로부터 베이스 및 편곡을 사사받는다. 그는 다양한 뮤지션들과의 조우를 통해 1993년 첫 스튜디오 세션을 하게 되는데, 당시 킹레코드에서 발매된 안재공의 2집 앨범을 전곡 녹음하게 된다. 이후, 베이스 연주자로, 음악감독으로 다양한 활동을 이어왔으며, 삐삐밴드이 이윤정의 1집 타이틀곡 '진화'의 믹싱에 참여하기도 했으며, 전설적인 듀오인 유앤미블루의 라이브컬렉션 앨범의 믹싱과 마스터링까지 다방면의 활약을 하게 된다. 베이스 세션과 더불어 독립영화와 뮤지컬 음악감독을 이어오던 중, 문화예술행정과 더불어 한세대학교 대학원 음악과 비전임교수로 후진 양성에도 힘쓰고 있다. 2024년 뒤늦게 퓨전재즈 앨범인 <Beyond The Years>를 발매했으며, 전곡을 작사, 작곡 및 편곡 그리고 프로듀싱했다. 앨범에는 그와 친분이 두터운 색소폰의 대가 이정식, 백두산의 유현상 등 백전노장부터 하모니카의 백찬영 등 젊은 연주자들까지 합세하여 80년대와 밀레니엄을 관통하는 음악적 완성도를 보여줬다. 재즈피플 2025년 1월호에 관련 앨범 리뷰가 기재되었다. 또한, 그는 현재 인코그니토의 개념과 비슷하게 'Project. OZMA'라는 1인 프로젝트 밴드로 다양한 뮤지션과 협연을 추구하고 있다.

## 음반
- 1집 <Beyond The Years> 2024
- 싱글 <Doo Bee Doo Bop> 2025

## 참여음반
- 2022 Various Artists [우리동네 이야기]
- 2003 국상현 [첫번째 선물]
- 1999 이동주 [Finally]
- 1998 김희진 [The First Album]
- 1998 U & Me Blue [Live 95-97]
- 1997 이윤정 [진화]
- 1993 안재공 [첫번째 이야기]

## 영화음악
- 2001 영화 <고추말리기>
- 2001 영화 <일곱살>
- 1999 영화 <소 풀을 뜯다>